# Zespół dworski w Szczurowej
Zespół dworski w Szczurowej, nazywany też pałacem Kępińskich – XIX wieczny eklektyczny pałac o cechach neogotyckich, wzniesiony w latach 1854-1860 w miejscowości Szczurowa jako siedziba jej właścicieli – Anastazji i Jana Kępińskich. W 1978 dwór wraz z otaczającym go parkiem i ogrodzeniem z bramkami wpisany został do rejestru zabytków.

## Historia
Budowa pałacu rozpoczęła się w 1854 roku na polecenie ówczesnych właścicieli Szczurowej - Anastazji i Jana Kępińskich, herbu Niesobia. Za projekt budynku odpowiadał prawdopodobnie krakowski architekt Filip Pokutyński, choć niektóre źródła przypisują jego autorstwo Feliksowi Księżarskiemu. Pałac ukończono w 1860 roku.
Po śmierci Jana w 1897, pałac przeszedł w ręce jego bratanka - Aleksandra. W czasie I wojny światowej posiadłość została opuszczona - 1 października 1914 roku Aleksander Kępiński wraz z żoną Alojzą i synem Antonim wyemigrowali do Wiednia, gdzie zamieszkali w centrum miasta przy reprezentacyjnej ulicy Mariahilferstrasse.
Co najmniej od 1932 roku w pałacu znajdował się jeden z trzech w Szczurowej telefonów.
Ostatnią właścicielką majątku była żona Aleksandra – Alojza zd. Schmitt, która jednak po II wojnie światowej utraciła pałac i ziemie na skutek reformy rolnej. Przedwojenne wyposażenie pałacu nie zachowało się do dziś; zaginęło lub zostało rozkradzione po wojnie. Alojza aż do swojej śmierci w 1959 roku mieszkała na plebanii parafii św. Bartłomieja Apostoła w Szczurowej.
Po 1945 roku obiekt przejęty został przez Państwowy Fundusz Ziemi i wykorzystywany był jako siedziba liceum ogólnokształcącego, szkoły rolniczej, ośrodka zdrowia i gminnego ośrodka kultury. Obecnie w pałacu mieści się Biblioteka Publiczna, a park wykorzystywany jest do organizacji wydarzeń kulturalnych takich jak "Krakowski Wianek".
W latach 1969–1974 trwała gruntowna renowacja obiektu, w tym remont więźby dachowej i stropów. Restauracja obiektu kontynuowana była także w latach 10. XXI wieku, natomiast na początku 2020 roku rozpoczęto konserwację zabytkowej polichromii sufitowej w południowo-wschodniej części pałacu.

## Architektura

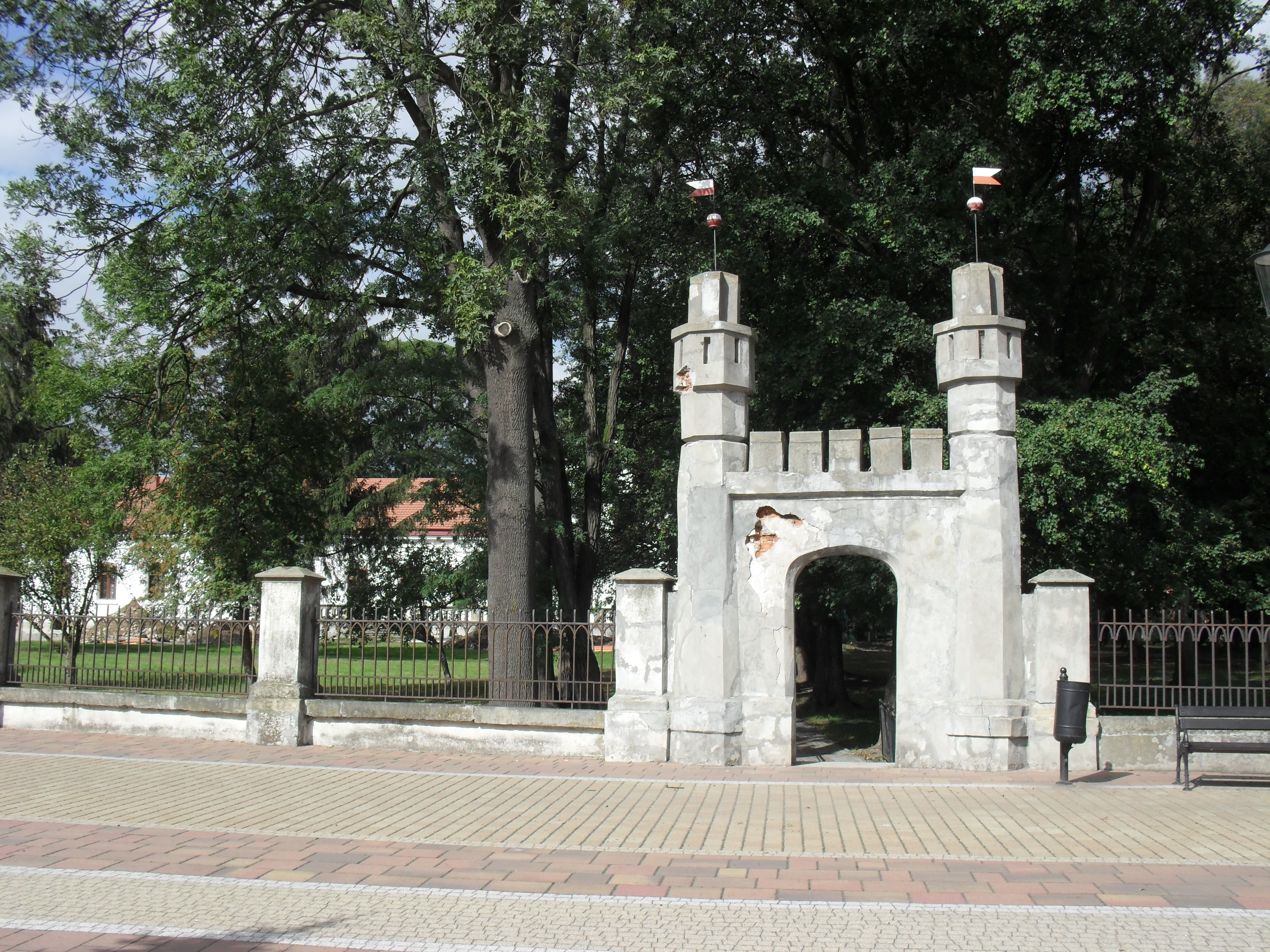
Widok ogrodzenia przed renowacją, 2012

### Pałac
Jest to budynek eklektyczny o cechach neogotyckich. Bryła zbudowanego na rzucie prostokąta pałacu jest asymetryczna - budynek jest parterowy z piętrowym ryzalitem od wschodniej strony. Pałac wybudowany jest cegły, otynkowany i pokryty białą farbą. Dwuspadowe dachy budowli pokryte są dachówką. Od frontu do pałacu przylega taras, na którym mieści się jedno z trzech oficjalnych wejść do środka; do pozostałych dwóch - na północnej i wschodniej ścianie budynku prowadzą schody z kamiennymi rzeźbami lwów. Oprócz nich pałac posiadał również wejście dla służby, które obecnie prowadzi do Biblioteki Publicznej. Na fasadzie nad północnymi drzwiami znajdują się odnowione herby fundatorów posiadłości: herb Jana Kępińskiego - Niesobia - i Anastazji Kępińskiej z domu Chwalibóg - Strzemię.
Jest to budynek dwutraktowy z korytarzami wewnętrznymi rozdzielającymi trakty. W południowo-wschodniej części pałacu zachowała się sufitowa polichromia figuralna.

### Park wraz z ogrodzeniem z bramkami

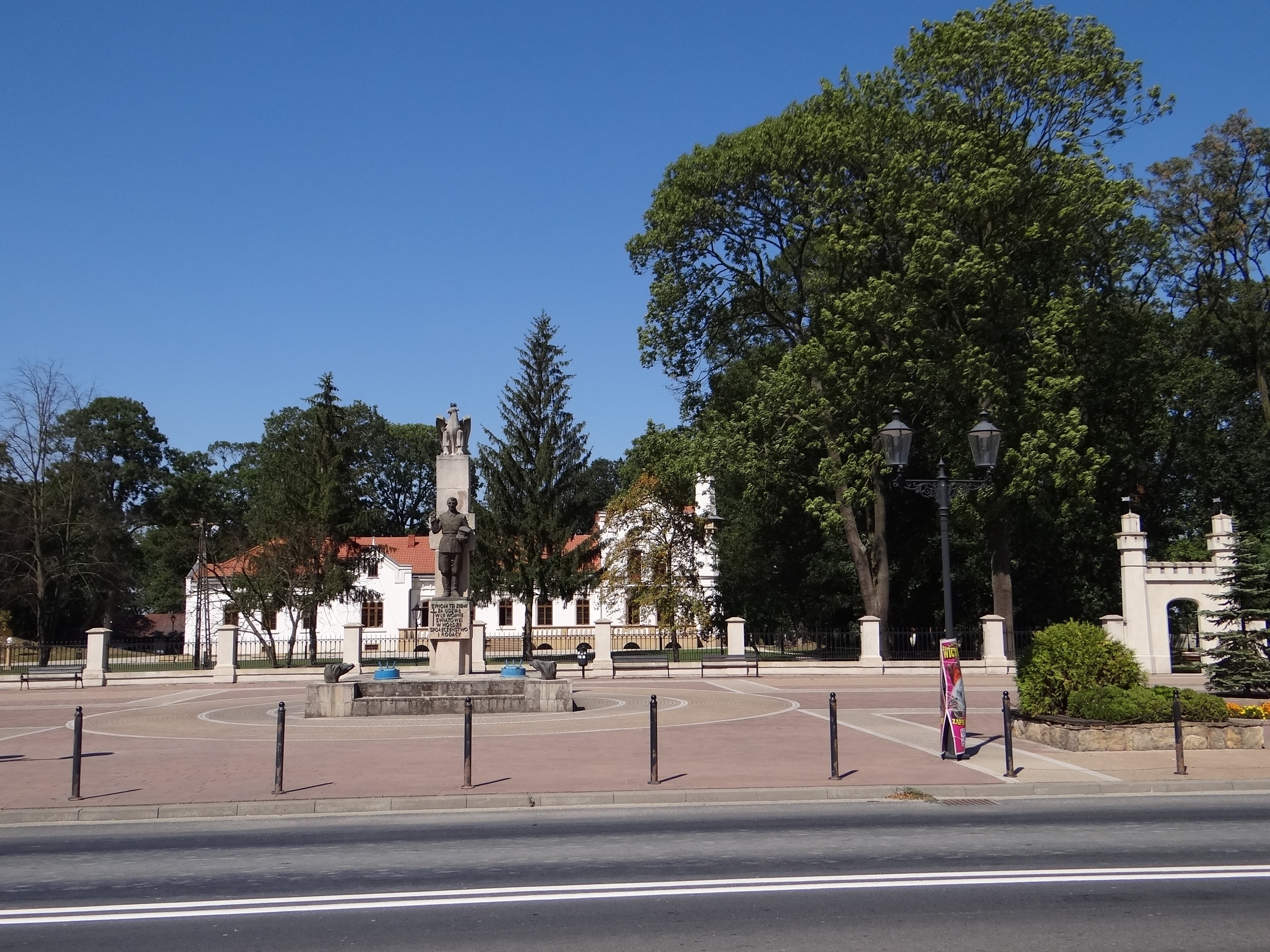
Ogrodzenie i bramka po renowacji, 2015

Pałac otoczony jest przez rozbudowany w głąb działki park z wyznaczonymi alejkami spacerowymi. Od północnej strony ogranicza go okazały staw, za którym znajduje się dawny kompleks folwarczny. Po zachodniej stronie parku, od strony wejścia dla służby, znajduje się piwniczka lodowa.
Posesję otacza wpisane do rejestru zabytków ogrodzenie z bramkami.